# Tetris (NES)
Pour les articles homonymes, voir Tetris (homonymie).
Tetris est un jeu vidéo de puzzle développé et édité par Nintendo sur Nintendo Entertainment System, commercialisé en Amérique du Nord  en novembre 1989 puis en Europe en février 1990. Le jeu est une adaptation du concept de Alekseï Pajitnov imaginé à partir de 1984.
Publié après une bataille légale entre Nintendo et Atari Games, ce jeu est aussi la première version de Tetris publiée par Nintendo en Europe, tandis qu'aux États-Unis, elle arrive un peu après la version sur Game Boy.

## Système de jeu
Des tétrominos — formes composées de quatre carrés chacune — tombent aléatoirement dans la zone de jeu, une grille composée de 20 lignes et de 10 colonnes. L'objectif est de positionner ces formes, en les déplaçant horizontalement et en les faisant pivoter de 90°, afin de créer une ligne horizontale de blocs sans trous. Quand une ou plusieurs lignes de ce type sont créées, elles disparaissent, et les blocs au-dessus (s’il y en a) descendent du nombre de lignes disparues.
Le nombre de points obtenus augmente lorsque plusieurs lignes sont nettoyées en même temps. Le maximum possible et ce qui rapporte le plus de points est un tetris, c'est-à-dire la disparition de quatre lignes en une seule fois, uniquement possible avec la pièce en I.

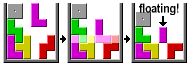
Gravité du Tetris

Comme dans la plupart des versions de Tetris, les blocs ne tombent pas dans les trous lorsque des lignes disparaissent (voir l’image intitulée « Gravité du Tetris »).
Plus le jeu avance, plus les tétrominos tombent rapidement. Le jeu se termine lorsqu’au moins un bloc d’un tétromino dépasse (en haut) l’espace de jeu lorsque placé.
Le joueur peut également voir un aperçu de la pièce suivante dans une fenêtre sur le côté de la zone de jeu.

### Modes de jeu
Cette version de Tetris dispose de deux modes de jeu, A et B.
Dans le mode A, le joueur choisit son niveau de départ. L'objectif est d'obtenir le plus grand score. Toutes les 10 lignes nettoyées, le niveau augmente, rendant la chute des blocs plus rapide.
Chaque niveau successif augmente également le nombre de points obtenus lorsqu'une ligne est nettoyée et change la couleur des pièces du jeu.
Dans le mode B, la grille commence avec un certain nombre de blocs placés aléatoirement au bas de l'écran, le joueur sélectionne la hauteur des blocs encombrants avant de lancer la partie. Ici, le but est de nettoyer 25 lignes et niveau reste constant.

## Problèmes de droits et autres versions
À la fin des années 1980, la situation des droits concernant Tetris est compliquée, ce qui fait que deux autres jeux également appelés Tetris sont également sortis sur cette console de Nintendo.

### Version Famicom
En 1988, Henk Rogers découvre Tetris et acquiert les droits pour le Japon. Son entreprise Bullet-Proof Software sort le jeu sur la Family Computer (nom de la NES au Japon) à la fin de l'année 1988.
Bullet-Prooft Software obtient les droits de la version portable de Tetris et les sous-licencie à Nintendo pour la version Game Boy, tandis qu'après négociations et procès contre Atari c'est Nintendo qui détient les droits console en occident.

### Version Tengen
Parallèmement, Atari Games dispose des droits de Tetris sur arcade en occident et sort une version Arcade en 1988. Les choses se compliquent lorsqu'un portage de cette version pour la NES sort en mai 1989, édité par la filiale Tengen. La sortie de la version de Nintendo sur cette console est donc repoussée pour des questions juridiques, mais, un mois après sa sortie, la justice tranche en faveur de Nintendo et le Tetris de Tengen est retiré de la vente.

## Développement

### Musique
La musique du jeu a été écrite et arrangée par le compositeur de Nintendo Hirokazu Tanaka, qui est également l'auteur de la bande originale de la version Game Boy.

## Héritage
Si à l'époque c'est la version Game Boy de Tetris (inclus avec la console) qui s'est le plus vendue, cette version de Tetris sur NES est celle qui reste actuellement la plus prisée dans la communauté compétitive, au point d'être souvent appelée Classic Tetris (en opposition au Tetris moderne), notamment grâce à la compétition Classic Tetris Word Championship qui a lieu tous les ans aux États-Unis depuis 2010, qui a entrainé un regain d'intérêt pour cette version de Tetris.
Le jeu Tetris Effect: Connected, sorti en 2020, inclut ainsi un mode « classique » qui simule parfaitement les règles du Tetris NES (avec deux versions, PAL et NTSC).